# Trzony kanapkowate

Trzony kanapkowate.

Trzony kanapkowate (ang. sandwich vertebrae) – charakterystyczny objaw choroby Albersa-Schönberga polegający na pogrubieniu i zwiększeniu gęstości kości granic trzonów kręgów. Podobnym objawem jest kręgosłup o wyglądzie koszulki rugby (ang. rugger-jersey spine) występujący w nadczynności przytarczyc, ale w przeciwieństwie do niego trzony kanapkowate mają wyraźną „przedziałkę” pomiędzy jednym a drugim przejaśnieniem.